# Max Armanet
Pour les articles homonymes, voir Armanet.
Max Armanet, né le 4 décembre 1956, est un journaliste français, actuellement directeur de l'agence de presse FORUM-MEDIA.

## Biographie
Max Armanet est journaliste à Libération entre 1981 et 1990,. Il participe à l'organisation avec Serge Daney des premiers festivals de cinéma de Libération (Ciné Kung Fu, Ciné Avion, Ciné Piston, Nuit de l’air à La Villette…). À partir de 1983, il y est directeur des opérations multimédiatiques. Il conçoit alors les hors-série de Libération. (68-88, l’album de nos 20 ans, La Terre la Boule coproduit avec TF1…).
De 1990 à 2000, il est rédacteur en chef des hors-série et suppléments du Nouvel Observateur,, dont en 1994 la conception et direction de « 240 écrivains racontent une journée du monde», entreprise unique d’écriture collective par les plus grands écrivains du monde..
De 2000 à 2006, il est directeur à la rédaction de l'hebdomadaire La Vie,,,.
Lors des émeutes de banlieues de 2005, il lance l'appel pour un service civique universel. Puis prépare pendant un an et demi, en compagnie d’Edgar Morin, René Rémond, Stéphane Hessel, Pierre Morel, Jean Daniel, Louis Schweitzer, Théo Klein… un livre : Manifeste pour un service civique obligatoire(édité chez Robert Laffont en 2007). L'ouvrage est présenté au colloque de mars 2007 à l’Assemblée nationale.
Il revient en avril 2007 au journal Libération où il est nommé directeur du développement, et des forums jusqu'en décembre 2011. À ce titre, il organise les Forums de Lyon, la Rencontre de Rennes, les États généraux du Renouveau, la Quinzaine de la philosophie de Bordeaux sur les thèmes Une république pour tous ! (janvier 2011), La philosophie dans la cité ! (décembre 2010), Planète durable ! (septembre 2010), Inventer une société de fraternité ! (juin 2010), Le bonheur, une idée neuve ! (mars 2010), « 1989-2009, l’Europe vingt ans après la chute du Mur ! » (septembre 2009), Sortir de la crise ! (mars 2009), Un nouveau monde ! (septembre 2008), Vive la culture ! (juin 2008), Vive la politique ! (septembre 2007).
Il conçoit, produit et anime aussi l'émission mensuelle Les Controverses du progrès sur France Culture de 2009 à 2011. Il y reçoit Pierre Rosanvalon, Henri Guaino, Marcel Gauchet, Jacques Delors, Alain Juppé, Edgar Morin…
Depuis 2012, il a ouvert sa propre agence de presse, FORUM-MEDIA, qui produit des forums, des débats d'idées et l'éditorial écrit et image qui y sont rattachés.
Pilote depuis son plus jeune âge, il est aussi un expert du patrimoine aéronautique.
En 2019, il remet en lumière les traditions de la 1ère unité Compagnons de la Libération (EFC1) dans un magnifique livre Les Ailes de la Liberté (éditions Pierre de Taillac - Grand prix de l'Aéroclub de France), ouvrage remis chaque année aux élèves de l'Ecole de l'Air à Salon de Provence.

## Décoration
- Commandeur de l'ordre des Arts et des Lettres (2025)[9]
  - officier en 2010[10]